# Azerbejdżan na Zimowych Igrzyskach Olimpijskich 2010

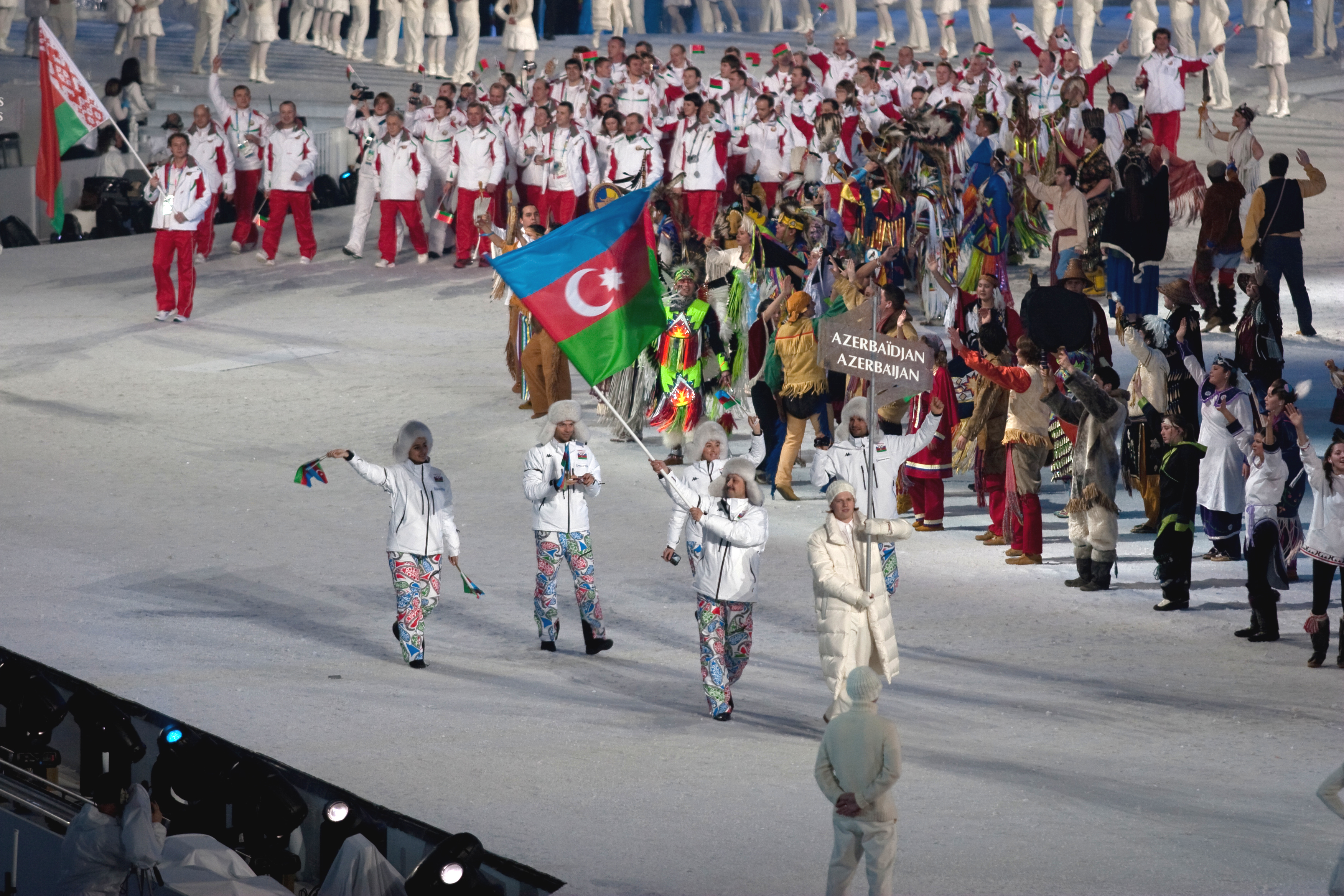
Reprezentacja Azerbejdżanu podczas ceremonii otwarcia igrzysk olimpijskich w Vancouver

Azerbejdżan na Zimowych Igrzyskach Olimpijskich 2010 – występ kadry sportowców reprezentujących Azerbejdżan na igrzyskach olimpijskich w Vancouver w 2010 roku.
W kadrze znalazło się dwoje zawodników – kobieta i mężczyzna. Oboje wystąpili w slalomie i slalomie gigancie w narciarstwie alpejskim. Azerscy reprezentanci nie ukończyli slalomu, zostali sklasyfikowani tylko w slalomie gigancie. W rywalizacji kobiet Gaia Bassani Antivari zajęła 66. miejsce, a w rywalizacji mężczyzn Cedric Notz uplasował się na 79. pozycji.
Chorążym reprezentacji Azerbejdżanu podczas ceremonii otwarcia igrzysk w Vancouver był wiceprzewodniczący Federacji Sportów Zimowych Azerbejdżanu, Fuad Quliyev, a podczas ceremonii zamknięcia rolę chorążego pełniła szefowa misji olimpijskiej, Könül Nurullayeva.
Był to czwarty start reprezentacji Azerbejdżanu na zimowych igrzyskach olimpijskich i ósmy start olimpijski, wliczając w to letnie występy. Były to zarazem pierwsze zimowe igrzyska, podczas których w kadrze Azerbejdżanu nie znalazł się ani jeden reprezentant w łyżwiarstwie figurowym.

## Tło startu

### Występy na poprzednich igrzyskach

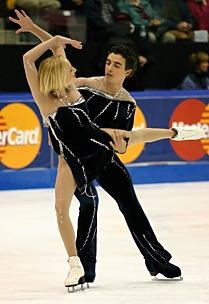
Kristin Fraser i Igor Łukanin – dwukrotni reprezentanci Azerbejdżanu na zimowych igrzyskach olimpijskich

Organizacją udziału reprezentacji Azerbejdżanu zajmuje się Narodowy Komitet Olimpijski Republiki Azerbejdżanu, który został powołany w 1992 roku. Rok później komitet został członkiem Międzynarodowego Komitetu Olimpijskiego.
W latach 1952–1988 azerscy sportowcy uczestniczyli w zawodach olimpijskich jako reprezentanci Związku Socjalistycznych Republik Radzieckich, a w 1992 roku jako reprezentanci Wspólnoty Niepodległych Państw. Jako niepodległe państwo reprezentacja zadebiutowała w 1996 roku, podczas letnich igrzysk olimpijskich w Atlancie. Wówczas kadra liczyła 23 sportowców (20 mężczyzn i 3 kobiety), którzy wystąpili w dziewięciu dyscyplinach sportowych. Pierwszym azerskim medalistą olimpijskim został na tych igrzyskach Namiq Abdullayev, który zdobył srebro w zapasach w stylu wolnym w kategorii 52 kg.
Debiut reprezentacji Azerbejdżanu na zimowych igrzyskach olimpijskich nastąpił w 1998 roku, podczas igrzysk w Nagano. Reprezentacja liczyła wówczas czworo łyżwiarzy figurowych, którzy wystąpili w trzech konkurencjach. W rywalizacji solistek Julija Worobjowa zajęła wówczas 16. miejsce, tak samo w rywalizacji solistów Igor Paszkiewicz. Azerska para sportowa w swojej konkurencji została sklasyfikowana na 18. pozycji.
Podczas igrzysk w Salt Lake City azerską reprezentację stanowiło czworo zawodników – troje łyżwiarzy figurowych i jeden narciarz alpejski. Tym razem najlepszym wynikiem azerskich sportowców było 17. miejsce Kristin Fraser i Igora Łukanina w rywalizacji par tanecznych.
Fraser i Łukanin reprezentowali również Azerbejdżan podczas kolejnej edycji zimowych igrzysk, w 2006 roku w Turynie. Byli oni na tych igrzyskach jedynymi reprezentantami Azerbejdżanu. Wystąpili w rywalizacji par tanecznych i zostali w niej sklasyfikowani na 19. pozycji.

### Występy w mistrzostwach świata w sezonie przedolimpijskim
W 2009 roku przeprowadzone zostały mistrzostwa świata w narciarstwie alpejskim w Val d'Isère. W zawodach tych wystąpili Gaia Bassani Antivari i Cedric Notz. Antivari zajęła 51. miejsce w slalomie gigancie, natomiast w slalomie nie ukończyła pierwszego przejazdu. Z kolei Notz był 56. w slalomie i 78. w slalomie gigancie.
W sezonie przedolimpijskim rozegrane zostały mistrzostwa świata w łyżwiarstwie figurowym w Los Angeles. Wystąpiło w nich troje reprezentantów Azerbejdżanu – Emma Hagiewa (32. miejsce w rywalizacji solistek) oraz Kristin Fraser i Igor Łukanin (18. miejsce w konkurencji par tanecznych). Ci sami zawodnicy, a także Nadine Ahmed i Bruce Porter, wzięli również udział w rozegranych w tym samym roku mistrzostwach Europy w Helsinkach. Hagiewa była 30. wśród solistek, natomiast w konkursie par tanecznych Fraser i Łukanin zajęli 9. miejsce, a Ahmed i Porter 27. miejsce. Żaden z azerskich łyżwiarzy nie znalazł się w składzie reprezentacji na igrzyska w Vancouver. Fraser i Łukanin, którzy uczestniczyli w dwóch poprzednich igrzyskach, zakończyli sportową karierę. Z kolei pozostali zawodnicy napotkali problemy w związku z nowo wprowadzonymi wymogami ISU odnośnie do zmiany obywatelstwa i reprezentowania obcego kraju. Wszystko to doprowadziło do tego, że po raz pierwszy w historii Azerbejdżan wystąpił na zimowych igrzyskach olimpijskich, nie mając w składzie żadnego przedstawiciela w łyżwiarstwie figurowym.

### Kwalifikacje olimpijskie
Okres kwalifikacyjny do igrzysk w Vancouver w przypadku narciarzy alpejskich trwał od lipca 2008 do 25 stycznia 2010. Kwalifikację olimpijską do zawodów w slalomie, slalomie gigancie i zjeździe uzyskali alpejczycy, którzy w tym okresie zdobyli przynajmniej 500 punktów do listy rankingowej publikowanej przez Międzynarodową Federację Narciarską. Z kolei, aby zakwalifikować się do supergiganta i superkombinacji należało zdobyć przynajmniej 120 punktów w tych konkurencjach. 
Żadnego z tych kryteriów nie spełnili reprezentanci Azerbejdżanu, wobec czego musieli starać się o kwalifikację na igrzyska olimpijskie według kolejnego kryterium. Zgodnie z nim, do olimpijskich zawodów w slalomie i slalomie gigancie zostali zakwalifikowani zawodnicy, którzy wystąpili w mistrzostwach świata w Val d'Isère w 2009 roku oraz w okresie kwalifikacyjnym zdobyli przynajmniej 140 punktów FIS. Również i te kryteria nie zostały spełnione przez azerskich reprezentantów, gdyż oboje nie zdobyli takiej liczby punktów. Możliwość startu olimpijskiego w slalomie i slalomie gigancie uzyskali dzięki przydzieleniu Azerbejdżanowi podstawowej kwoty narodowej.

### Prawa transmisyjne
Prawa do transmisji zimowych igrzyskach olimpijskich w Vancouver miał azerski publiczny nadawca radiowo-telewizyjny, İctimai Televiziya və Radio Yayımları Şirkəti, będący członkiem Europejskiej Unii Nadawców. Ponadto transmisje za pośrednictwem telewizji kablowej i satelitarnej oraz transmisje internetowe prowadziła stacja Eurosport.

### Stroje olimpijczyków
Stroje azerskich olimpijczyków i delegatów składały się z białych kurtek, białych czapek z nausznikami i kolorowych spodni, z niebieskimi, zielonymi i czerwonymi motywami paisley na białym tle. Kolory na spodniach odwzorowywały barwy z azerskiej flagi narodowej. Za stroje odpowiadała firma „Carry”.
Po ceremonii otwarcia igrzysk kolorowe spodnie azerskich reprezentantów przyciągnęły uwagę mediów zagranicznych i wywołały falę komentarzy – niektórych krytycznych, niektórych wyrażających podziw wobec kreatywności. Większość ekspertów ze świata mody negatywnie oceniła kreację. Charakterystyczny wygląd strojów olimpijczyków z Azerbejdżanu, podobnie jak i olimpijczyków z Czech, zainteresował m.in. Scotta Woodwortha, właściciela Loudmouth Golf, producenta odzieży sportowej.

## Udział w ceremoniach otwarcia i zamknięcia igrzysk
Funkcję chorążego reprezentacji Azerbejdżanu podczas ceremonii otwarcia igrzysk w Vancouver, przeprowadzonej 12 lutego 2010 w hali BC Place Stadium, pełnił wiceprzewodniczący Federacji Sportów Zimowych Azerbejdżanu, Fuad Quliyev, a podczas ceremonii zamknięcia, zorganizowanej 28 lutego 2010, azerską flagę niosła szefowa misji olimpijskiej, Könül Nurullayeva. Reprezentacja Azerbejdżanu weszła na stadion olimpijski jako dziewiąta w kolejności – pomiędzy ekipami z Austrii i Białorusi.

## Skład reprezentacji

### Narciarstwo alpejskie

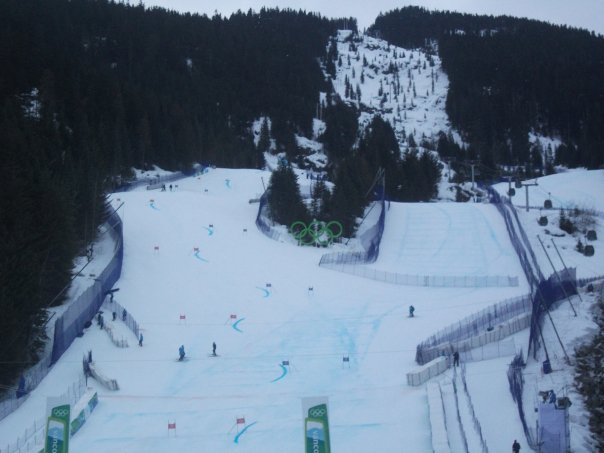
Whistler Creekside – arena zmagań narciarzy alpejskich podczas igrzysk olimpijskich w Vancouver

Konkurencje alpejskie na igrzyskach olimpijskich w Vancouver odbyły się w dniach 15–27 lutego 2010 w Whistler Creekside. Reprezentanci Azerbejdżanu wystąpili w czterech konkurencjach – slalomie i slalomie gigancie kobiet i mężczyzn. Reprezentację stanowili: Gaia Bassani Antivari – Włoszka, od 2008 roku reprezentująca Azerbejdżan oraz urodzony w Szwajcarii Cedric Notz.
Pierwszą konkurencją, w której wziął udział reprezentant Azerbejdżanu, był slalom gigant mężczyzn. Rywalizację przeprowadzono 23 lutego. Cedric Notz w pierwszym przejeździe uzyskał 79. rezultat, a w drugim 74. Łącznie pozwoliło mu to na zajęcie 72. miejsca w gronie 81 sklasyfikowanych zawodników. Do zwycięzcy zawodów, Carlo Janki, stracił 28,15 s. Przez następne dwa dni rozgrywano tę konkurencję wśród kobiet. Po pierwszym przejeździe Gaia Bassani Antivari zajmowała 66. miejsce, w drugim uzyskała 57. rezultat. Finalnie dało jej to 57. miejsce w gronie 60 sklasyfikowanych zawodniczek. Do mistrzyni olimpijskiej, Viktorii Rebensburg, straciła 29,76 s.
Dzień po zakończeniu rywalizacji w slalomie gigancie kobiet przeprowadzono zawody w slalomie kobiet. Startująca w nich Gaia Bassani Antivari zakończyła swój udział po pierwszym przejeździe, którego nie ukończyła, wobec czego nie została sklasyfikowana. Taka sama sytuacja miała miejsce w slalomie mężczyzn, rozegranym 27 lutego. Uczestniczący w zawodach Cedric Notz nie ukończył pierwszego przejazdu i nie został sklasyfikowany.
| Konkurencja            | Zawodnik              | Zjazd 1 | Zjazd 1 | Zjazd 2 | Zjazd 2 | Łącznie | Łącznie |
| Konkurencja            | Zawodnik              | Czas    | Miejsce | Czas    | Miejsce | Czas    | Miejsce |
| ---------------------- | --------------------- | ------- | ------- | ------- | ------- | ------- | ------- |
| Slalom kobiet          | Gaia Bassani Antivari | DNF     | DNF     | NQ      | NQ      | DNF     | DNF1    |
| Slalom gigant kobiet   | Gaia Bassani Antivari | 1:30,82 | 66.     | 1:30,82 | 66.     | 2:56,87 | 57.     |
| Slalom mężczyzn        | Cedric Notz           | DNF     | DNF     | NQ      | NQ      | DNF     | DNF1    |
| Slalom gigant mężczyzn | Cedric Notz           | 1:30,78 | 79.     | 1:35,20 | 74.     | 3:05,98 | 72.     |